# Rhaconotus lacertosus
Rhaconotus lacertosus är en stekelart som beskrevs av Chen och Shi 2004. Rhaconotus lacertosus ingår i släktet Rhaconotus och familjen bracksteklar. Inga underarter finns listade i Catalogue of Life.